# Voo Aeroméxico 229
O voo Aeroméxico 229 foi um McDonnell Douglas DC-9 que atingiu o lado de uma montanha ao executar a aproximação ao Aeroporto Internacional Licenciado Gustavo Díaz Ordaz, localizado em Puerto Vallarta, Jalisco, México, em 20 de junho de 1973. Não houve sobreviventes.

## Acidente
O avião (construído em 1967) fazia o voo AM229 do Aeroporto Intercontinental de Houston (atual Aeroporto Intercontinental George Bush) para o Aeroporto Internacional da Cidade do México com paradas no Aeroporto Internacional de Monterrey e no Aeroporto Internacional Licenciado Gustavo Díaz Ordaz. O avião estava perto de Puerto Vallarta com 22 passageiros e cinco tripulantes a bordo, com os pilotos já em contato com o controle de tráfego aéreo do aeroporto. Minutos depois, o avião foi liberado para continuar a aproximação e pousar na pista 04, a tripulação ajustou os flaps e abaixou o trem de pouso. Às 22h47 (UTC−5), o avião seguia para o lado da montanha Las Minas onde foi atingido, cerca de 37 quilômetros (20,0 milhas náuticas) a sudeste do aeroporto. O avião partiu e começou a pegar fogo, matando todas as 27 pessoas a bordo.